# Hardbag
Le hardbag est un genre de musique dance popularisé au milieu des années 1990.

## Histoire
Issu de la scène handbag house,, et lancé entre 1993 et 1994, le genre se popularise brièvement mais massivement, et de nombreuses chansons atteignent les classements musicaux britanniques. Le genre est, à cette période, confondue avec la nu-NRG, bien que les deux styles soient reconnaissables.
Don't You Want Me de Felix est considérée à l'unanimité comme la chanson ayant lancé le hardbag. Produite par Rollo Armstrong des Faithless, Red Jerry et Felix, Don't You Want Me est commercialisé en 1992, et atteint les classements. La popularité du genre hardbag atteint son pic en 1995 avec des chansons de Commander Tom, Candy Girls, Rollo et Sister Bliss et Mrs Wood, tous localement populaires. Le son commence à se mêler à la makina, comme le démontre la chanson Forever Young du groupe de techno Interactive, et Rainbow Islands de Seb.
Le genre est largement influencé par Patrick Prins (qui, sous plusieurs noms, joue dans de célèbres clubs locaux et atteint les classements avec des chansons comme Bits & Pieces sous le nom Artemesia) et Tony De Vit, dont la composition du hardbag est considéré comme l'un des exemples définitif du genre,. Red Jerry, ancien leader des Hooj Choons, est également important dans la scène. D'autres producteurs importants de la scène sont Sister Bliss et Paul Masterson, ce dernier ayant diversifié des remixes hardbag en y incorporant des éléments de hi-NRG.
Au début de 1997, la scène hardbag s'effondre brusquement, puis crée une influence sur UK hard house et electro house. Des labels comme Tripoli Trax développe ce son avec des chansons comme Bells of Revolution de Lemon 8 et Raise Your Hands des Knuckleheadz.